# 西爾維亞 (考卡省)
西爾維亞是哥倫比亞的城鎮，位於該國西南部，由考卡省負責管轄，距離首府波帕揚59公里，始建於1562年10月23日，面積662平方公里，海拔高度2,800米，2005年人口30,826。
2°37′N 76°23′W / 2.617°N 76.383°W